# Разгром немецко-фашистских войск под Сталинградом (панорама)
Панорама «Разгром немецко-фашистских войск под Сталинградом» — часть музейного комплекса «Сталинградская битва».

## История
Идея создания художественного полотна, иллюстрирующего подвиги защитников Сталинграда, была выдвинута в открытом письме генерал-майора Г. И. Анисимова к Верховному Главнокомандующему И. В. Сталину от 12 декабря 1943 г. И уже в 1944 году на конкурсе эскизных проектов восстановления Сталинграда окончательно сформировалась идея о создании панорамы о Сталинградской битве.
Тогда же, в 1944 году группой художников под руководством H. Котова, В. Яковлева, и В. Беляева была создана разборно-передвижная панорама «Героическая оборона Сталинграда». На холсте были отображены события 15—20 сентября 1942 г., когда на несколько дней Мамаев курган был отбит у немецких войск.
Во многом из-за того, что события, изображённые на холсте, не являлись показательными для того периода Сталинградской битвы, уже в 1948 году началась работа над новой панорамой. Группу художников-«грековцев» возглавлял А. Горпенко. Работа над новым полотном, на этот раз изображавшем январские бои 1943 года, была окончена в 1950 году. После показа панорамы в Москве в 1950 году она была отправлена в Сталинград, где её демонстрировали в кинотеатре «Победа» до 1952 года.
Первое постановление о сооружении панорамы в Сталинграде было принято Советом Министров РСФСР в декабре 1958 г. Согласно ему, панорама должна была располагаться на Мамаевом кургане, была уже отстроена коробка здания (позже там был размещён зал воинской славы). Однако, спустя 6 лет, в 1964 году, панорама «Битва на Волге» была выведена из состава памятника-ансамбля «Героям Сталинградской битвы» на Мамаевом кургане.
Панораму было решено включить в состав нового музея «Сталинградская битва», который должен был разместиться на месте трамвайного кольца, рядом с двумя зданиями — очевидцами Сталинградской битвы: Домом Павлова и руинами мельницы Гергардта.
Проект здания был выполнен сотрудниками института «Волгоградгражданпроект». Ротонда имеет форму гиперболоида вращения, выполнена из предварительно напряжённого бетона и облицована белым известняком.
Новое полотно панорамы было создано художниками Студии имени М. Б. Грекова. Консультировала грековцев группа военных — Маршалы Советского Союза В. И. Чуйков, А. И. Ерёменко, Н. И. Крылов, главный маршал артиллерии Н. Н. Воронов. В 1961 году художники подготовили эскиз панорамы размером в 1⁄3 натуральной величины. Перенос изображения с предварительного рисунка на панорамный холст и работы по созданию предметного плана длились с лета 1980 до весны 1982 года. Панорама площадью в 2000 м² стала самым крупным живописным полотном России, одной из крупнейших в мире панорам, которая до сих пор остаётся единственной, написанной на тему Великой Отечественной войны.
8 июля 1982 г. панорама «Разгром немецко-фашистских войск под Сталинградом» была открыта для свободного посещения.
В 2005 году к 60-летию Победы специалистами Всесоюзного реставрационного центра имени Грабаря полотно панорамы было отреставрировано. Реставрационные работы продолжались в течение двух лет.

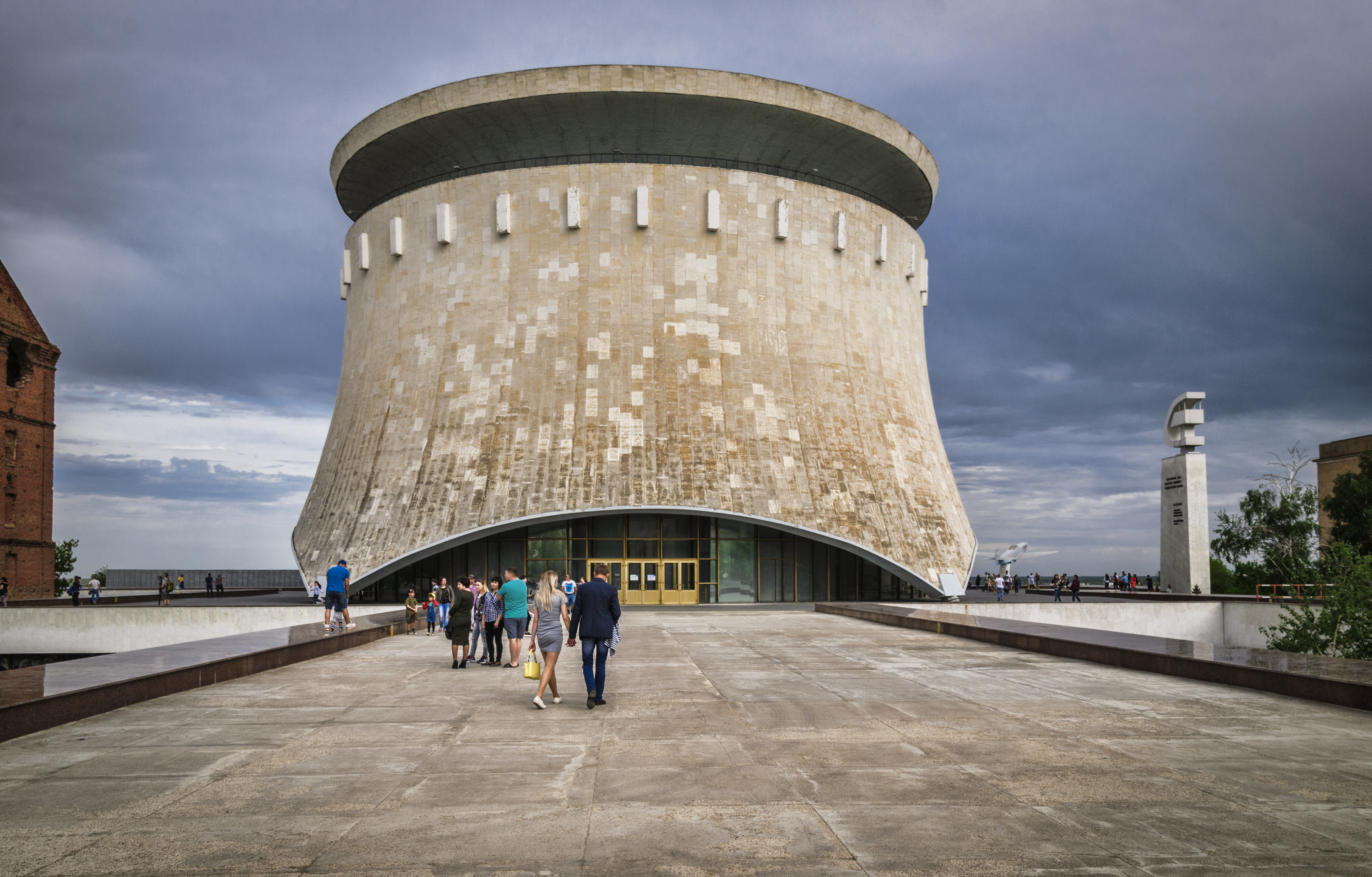
Здание панорамы

## Описание панорамы
Панорама «Сталинградская битва» — это полотно размером 16×120 м, площадью около 2000 м² и 1000 м² предметного плана. Это самое крупное живописное полотно в России. Сюжет — заключительный этап Сталинградской битвы — операция «Кольцо». На холсте показано соединение 26 января 1943 года 21-й и 62-й армий Донского фронта на западном склоне Мамаева Кургана, что привело к рассечению окружённой немецкой группировки на две части.
На панораме боя, видного с вершины Мамаева Кургана, показана территория современных Центрального, Ворошиловского, Краснооктябрьского и Дзержинского районов Волгограда, видны здания, ставшие символами Сталинградской битвы: Дом Павлова, мельница Гергардта, площадь 9-го Января, водонапорная башня вокзала Сталинград-1, элеватор.

## Персоналии
На полотне изображены бойцы Советской армии, ставшие известными в дни Сталинградской битвы (но не именно в день 26 января 1943 года, также многие из отображенных бойцов совершили изображенный подвиг в других районах Сталинграда, а не на Мамаевом Кургане, как показано на панораме):
- связист Матвей Путилов, зажавший в зубах концы оборванного провода;
- командир пулемётного взвода Ханпаша Нурадилов;
- младший сержант Николай Сердюков;
- горящий матрос-пехотинец Михаил Паникаха;
- медсестра Анна Бессчастнова;
- лётчик Виктор Рогальский, совершающий таран;
- капитан Михаил Нечаев, совершающий танковый таран;
- санитарный инструктор Гуля Королёва;
- танкист Сергей Маркин;
- снайпер Василий Зайцев
- командующий 62-й армией Василий Иванович Чуйков.